# Vainaičių tyras (Stalgo pelkė)
Vainaičių tyras (Stalgo pelkė) este o arie protejată (arie specială de conservare — SAC, sit de importanță comunitară — SCI) din Lituania întinsă pe o suprafață de 148 ha, integral pe uscat.

## Localizare
Centrul sitului Vainaičių tyras (Stalgo pelkė) este situat la coordonatele 55°49′57″N 21°55′12″E / 55.8325°N 21.92°E.

## Înființare
Situl Vainaičių tyras (Stalgo pelkė) a fost declarat sit de importanță comunitară în mai 2009 pentru a proteja 6 specii de animale. Situl a fost protejat și ca arie specială de conservare în aprilie 2018.

## Biodiversitate
Situată în ecoregiunea boreală, aria protejată conține 3 habitate naturale: Mlaștini oligotrofe degradate, capabile încă de regenerare naturală, Mlaștini turboase de tranziție și turbării mișcătoare, Mlaștini împădurite.
La baza desemnării sitului se află mai multe specii protejate de  păsări (6): cocoșul de mesteacăn (Bonasa bonasia), ciocănitoare neagră (Dryocopus martius), cocor (Grus grus), sfrâncioc roșiatic (Lanius collurio), ciocârlie de pădure (Lullula arborea), cocoșul de mesteacăn (Tetrao tetrix tetrix).
Pe lângă speciile protejate, pe teritoriul sitului au mai fost identificate 3 specii de plante.